# جمبه
جمبه (انگلیسی: Djembe) یک طبل کاسه‌ای است که خاستگاه آن عمدتاً از غرب آفریقا است: مالی، گینه، سنگال، ساحل عاج و غیره. روی این طبل دستی با چرم پوشیده شده و با طناب‌هایی به هم نگه داشته شده است.
از آنجا که جمبه می‌تواند صدایی تولید کند که از فواصل دور هم شنیده می‌شود، این طبل به‌طور سنتی برای ارتباط سریع با دیگر روستاها به‌کار می‌رفت. جمبه سنتی با دست ساخته می‌شود. برای ساخت آن، درون تنه درخت را خالی می‌کنند و بر روی آن پوست بز می‌کشند.
این پوست با استفاده از طناب به جمبه محکم می‌شود. درختی که جمبه به طور سنتی از آن ساخته می‌شود لِکه نام دارد. امروزه جمبه را به صورت کارخانه‌ای نیز تولید می‌کنند.